# Gržeča vas
Gržeča vas – wieś w Słowenii, w gminie Krško. W 2018 roku liczyła 99 mieszkańców.